# الرياح تهب بقوة
الرياح تهب بقوة (باليابانية: 風が強く吹いている، بالروماجي: Kaze ga Tsuyoku Fuiteiru) (بالإنجليزية: Run with the Wind)‏ هي رواية يابانية من تأليف شيون ميورا، نشرت في 22 سبتمبر عام 2006، اقتبست إلى سلسلة مانغا ثم إلى أنمي تلفزيوني من قبل استوديو برودكشن آي جي، عرض الأنمي في 2 أكتوبر عام 2018 واستمر عرضه حتى 26 مارس عام 2019، وتكون 23 حلقة.

## القصة
تدور أحداث القصة عن كاكيرو كوراهارا، هو طالب في النسة الأولى في جامعة كانسي، وعداء النخبة السابق في المدرسة الثانوية. يلتقي كاكيرو بهايجي كيوسي وهو عداء أيضًا، يقنع هايجي كاكيرو بالعيش في المهجع القديم تشيكوسيسو، حيث يعتزم التعاون مع زملائه من السكان لدخول ماراثون تتابع هاكوني إيكيدين، أحد أبرز السباقات الجامعية في اليابان.

## الشخصيات
كاكيرو كوراهارا (باليابانية: 蔵原走، بالروماجي: Kurahara Kakeru)
مؤدي الصوت: تاكيو أوتسوكا ‏
هايجي كيوسي (باليابانية: 清瀬灰二، بالروماجي: Kiyose Haiji)
مؤدي الصوت: توشيوكي تويوناغا
تاكاشي سوغياما (باليابانية: 杉山高志، بالروماجي: Sugiyama Takashi)
مؤدي الصوت: كوكي أوتشياما
أكاني كاشيوازاكي (باليابانية: 柏崎茜، بالروماجي: Kashiwazaki Akane)
مؤدية الصوت: ميو إيرينو
تارو جو (باليابانية: 城太郎، بالروماجي: Jō Tarō)
مؤدي الصوت: جونيا إينوكي
جيرو جو (باليابانية: 城次郎، بالروماجي: Jō Jirō)
مؤدي الصوت: يوتو أويمورا
يوكيهيكو إيواكورا (باليابانية: 岩倉雪彦، بالروماجي: Iwakura Yukihiko)
مؤدي الصوت: كازويوكي أوكيتسو
موسى كامالا (باليابانية: ムサ・カマラ، بالروماجي: Musa Kamara)
مؤدي الصوت: هيدياكي كابوموتو
يوهي ساكاغوتشي (باليابانية: 坂口洋平، بالروماجي: Sakaguchi Yōhei)
مؤدي الصوت:ريكي كيتازاوا
أكيهيرو هيراتا (باليابانية: 平田彰宏، بالروماجي: Hirata Akihiro)
مؤدي الصوت: تاكانوري هوشينو
هاناكو كاتسوتا (باليابانية: 勝田葉菜子، بالروماجي: Katsuta Hanako)
مؤدي الصوت: جوري كيمورا
كوسوكي ساكاكي (باليابانية: 榊浩介، بالروماجي: Sakaki Kōsuke)
مؤدي الصوت: كينغو كاوانيشي
كازوما فوجيوكا (باليابانية: 藤岡一真، بالروماجي: Fujioka Kazuma)
مؤدي الصوت: ساتوشي هينو
غينيتشيرور تازاكي (باليابانية: 田崎源一郎، بالروماجي: Tazaki Gen'ichirō)
مؤدي الصوت: كوتارو ناكامورا

## وصلات خارجية
- موقع الأنمي الرسمي باللغة اليابانية